# Alive 2007
Alive 2007 is het tweede livealbum van het Franse house-duo Daft Punk. Het is opgenomen tijdens een concert in Parijs. De single "Around the world/Harder, better, faster, stronger" werd een bescheiden hit in België.
Het album is verdeeld over 12 segmenten. Daft Punk zat in een groot piramide-vormig bouwwerk met led-lampen erop terwijl ze optraden, deze constructie werd later het symbool van de tour.